# Elaeocarpus coorangooloo
Elaeocarpus coorangooloo là một loài thực vật có hoa trong họ Côm. Loài này được J.F.Bailey & C.T.White mô tả khoa học đầu tiên năm 1917.